# Plante alimentaire

La corne d'abondance, qui représente la richesse et la prospérité, symbolise l'abondance des aliments procurés par les plantes.

Les plantes alimentaires sont des espèces ou variétés de plantes utilisées en alimentation humaine, et qui figurent, de façon régulière ou occasionnelle, dans le régime alimentaire de certaines populations. Ce sont des plantes dont on consomme en général un ou plusieurs organes (feuilles, fruits, graines, etc.) soit à l'état brut (crus) soit après préparation, transformation ou mise en conserve, ou qui fournissent des substances alimentaires recherchées, telles que les sucres, les matières grasses, les protéines, les vitamines ou les sels minéraux, qui peuvent être accumulées dans les organes de réserve (graines, bulbes  et tubercules par exemple). 
Il s'agit généralement de plantes cultivées, domestiquées pour la plupart il y a 10 000 à 15 000 ans, mais des plantes sauvages comestibles sont également consommées dans certains pays, en particulier dans les périodes de pénurie alimentaire.
Les plantes assurent 80 % du régime alimentaire de l'humanité. On estime à 250 000 environ le nombre d'espèces de plantes supérieures décrites, dont 30 000 environ sont des plantes comestibles. Cependant, trente espèces seulement de plantes cultivées constituent la base de notre alimentation, dont cinq espèces de céréales (riz, blé, maïs, millet et sorgho) fournissent 60 % de l'apport énergétique de la population mondiale.

Le blé et le riz sont les deux principales sources de calories dans le régime alimentaire de l'humanité.
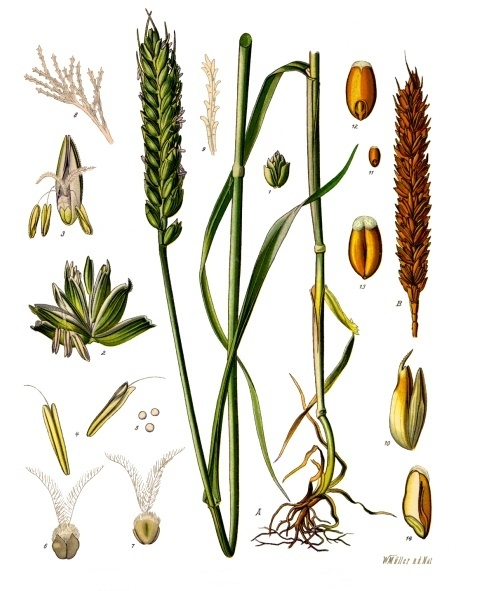
Blé.
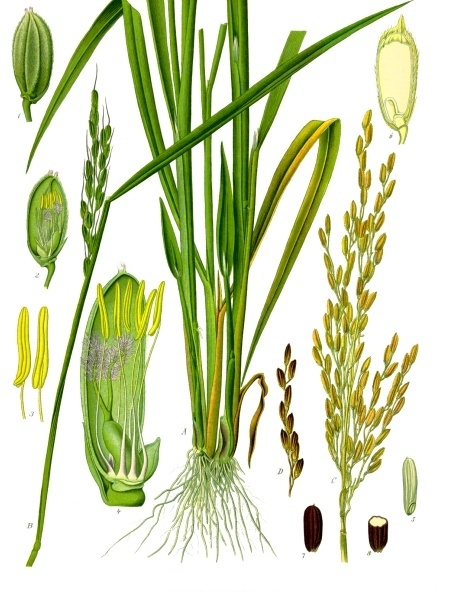
Riz.

## Plantes alimentaires connues et potentielles
Constatant que l'alimentation végétale de l'humanité ne repose plus que sur un petit nombre d'espèces, des scientifiques de Kew ont évalué les espèces comestibles non utilisées ou sous-utilisées, pour les faire revenir sur le marché. Ils ont identifié 7 039 espèces de plantes appartenant à 2 319 genres dans 288 familles. Cet ensemble réunit des cultures « mineures » ou « orphelines » qui ont été « négligées » par les sélectionneurs de plantes et les décideurs politiques, ainsi qu'une gamme d'espèces sauvages dont les communautés rurales et indigènes récoltent déjà des fruits, des graines, des feuilles et d'autres parties comestibles. Seules 417 espèces, soit 5,9 % du total, sont déjà répertoriées dans la liste des principales cultures de la FAO.
Selon François Couplan[réf. incomplète],[réf. incomplète], l'Europe abrite au moins 1 600 espèces sauvages comestibles (13 % de toute la flore). Le pourtour méditerranéen en abrite encore plus,,,,, : environ 2 300 espèces qui ont joué ou jouent encore un rôle important dans le patrimoine culinaire,. Certaines ne peuvent toutefois être mangées que jeunes, cuites ou après plusieurs cuissons ou en petite quantité.
Ces espèces comestibles sont presque toutes des plantes vasculaires (plantes à fleurs, conifères et autres gymnospermes, fougères, prêles et lycopodes), représentant 7 014 espèces sur 7039. Le reste est constitué de bryophytes (mousses, hépatiques et anthocérotes) et d'algues vertes et rouges. Les espèces de plantes vasculaires comestibles appartiennent à 2 300 genres dans 272 familles. Les familles les plus représentées sont les Fabaceae (625 espèces comestibles), les Arecaceae (palmiers) (325 espèces), les Poaceae (314), qui comprennent les céréales, les Malvaceae (257), dont le cacaoyer, le gombo et le durian et les Asteraceae (251), qui comprennent notamment le tournesol et la laitue.
Parmi les plantes comestibles utilisées localement mais qui pourraient être plus largement exploitées figurent notamment Cnidoscolus aconitifolius (Euphorbiaceae), Digitaria exilis (Poaceae), Gundelia tournefortii (Asteraceae), Pandanus tectorius (Pandanaceae), Tylosema esculentum (Fabaceae).
Au Brésil, les plantes alimentaires non conventionnelles, ou Plantas alimentícias não convencionais (PANC), sont des plantes comestibles à potentiel alimentaire qui ne sont pas consommées à grande échelle ou seulement dans des régions déterminées. Un exemple est Victoria amazonica, le nénuphar géant, plante aquatique qui produit un fruit comestible mais que peu de gens connaissent. Les parties généralement non consommées de plantes communes, telles que les feuilles de la  patate douce et le cœur de bananier, peuvent également être considérées comme des PANC. Un mouvement brésilien, universitaire et populaire, s'efforce de promouvoir la propagation de ces plantes et la recherche à leur sujet.

## Principales plantes alimentaires
80 % de la nourriture d'origine végétale est assurée par seulement 17 familles botaniques, dans l'ordre, les principales sont les Poaceae (graminées comme le blé, l'orge, l'avoine, le riz ou le maïs), les Solanaceae (pommes de terres, tomates, piments, poivrons) et les Fabaceae (petits pois, haricots verts, lentilles) et les Brassicaceae (choux, etc). Il faut y ajouter une vingtaine d'autres familles dont les Rosaceae et leurs 150 espèces de Prunus comestibles (abricotier, amandier, cerisier, pêcher, prunier, etc.) ainsi que le genre Malus (pommiers).

### Classification
La classification des plantes alimentaires peut être envisagée de différentes manières : par exemple selon la classification botanique, selon les organes utilisés (fruits, fleurs, graines feuilles, racines, tubercules, etc.), selon les méthodes de culture, ou selon l'usage alimentaire ou culinaire (fruits, légumes, épices, etc.).
Ci-dessous, classification des principales plantes alimentaires d'après la classification indicative des plantes cultivées (ICC, Indicative Crop Classification) établie par la FAO en 2010.
| Groupe                                               | Sous-groupe                              | Principales espèces et variétés |
| ---------------------------------------------------- | ---------------------------------------- | --- |
| 1. Céréales                                          | Céréales principales                     | Blé, maïs, riz, sorgho, orge, seigle, etc. |
| 1. Céréales                                          | Céréales secondaires                     | Avoine, triticale, etc. |
| 1. Céréales                                          | Pseudo-céréales                          | Amaranthe, quinoa, etc. |
| 2. Légumes                                           | Légumes-feuilles et tiges                | Artichaut, asperge, choux,chou-fleur/brocoli, épinard, chicorée, etc.                                                                            |
| 2. Légumes                                           | Légumes-fruits                           | Aubergine, citrouille, concombre, courge/courgette, gombo, tomate, etc.                                                                          |
| 2. Légumes                                           | Légumes-racines, bulbes et tubercules    | Ail, carotte, navet, poireau, etc. |
| 2. Légumes                                           | Melons                                   | Melons, pastèque, etc. |
| 3. Fruits                                            | Fruits tropicaux et subtropicaux         | Ananas, avocat, banane/plantain, datte, figue, mangue, papaye, etc.                                                                              |
| 3. Fruits                                            | Agrumes                                  | Pamplemousse et pomelo, citron et lime, mandarine et clémentine, orange, etc.                                                                    |
| 3. Fruits                                            | Raisin                                   | Raisin, etc. |
| 3. Fruits                                            | Baies                                    | Canneberge, fraise, framboise, groseille, groseille à maquereau, kiwi, etc.                                                                      |
| 3. Fruits                                            | Fruits à pépins et à noyau               | Abricot, cerise, pêche/nectarine, poire/coing, pomme, prune, etc.                                                                                |
| 3. Fruits                                            | Fruits secs                              | Amande, châtaigne, noisette, noix, noix d'arec, noix du Brésil, noix de cajou, noix de cola, pistache, etc.                                      |
| 4. Oléagineux et protéagineux                        | Protéagineux                             | Arachide, soja, etc. |
| 4. Oléagineux et protéagineux                        | Autres oléagineux (cultures temporaires) | Carthame, colza, jojoba, lin, moutarde, pavot, ricin, sésame, tournesol, etc.                                                                    |
| 4. Oléagineux et protéagineux                        | Autres oléagineux (cultures permanentes) | Cocotier, olivier, palmier à huile, etc. |
| 5. Racines et tubercules à haute teneur en féculents | A amidon                                 | Patate douce, pomme de terre, igname, manioc, etc.                                                                                               |
| 5. Racines et tubercules à haute teneur en féculents | A inuline                                | Topinambour, yacon, etc. |
| 6. Stimulants, épices et aromatiques                 | Stimulants                               | Café, chicorée (racines), cacao, maté, thé, etc.                                                                                                 |
| 6. Stimulants, épices et aromatiques                 | Épices et aromatiques                    | Anis, badiane et fenouil, piments et poivrons, poivre, etc. Cannelle, cardamome et noix de muscade, clou de girofle, gingembre, houblon, vanille |
| 7. Légumes secs                                      |                                          | Fève, haricot, lentille, lupin, niébé, pois, pois bambara, pois-chiche, pois d'Angole, etc.                                                      |
| 8. Plantes sucrières                                 |                                          | Betterave, canne à sucre, sorgho doux, etc. |

## Plantes alimentaires et toxicité
Certaines espèces de plantes alimentaires contiennent dans différents organes des phytotoxines qui se comportent comme des facteurs antinutritionnels contrariant l'assimilation des nutriments dans l'intestin ou inhibant l'action de certaines enzymes. Ces toxines naturelles sont généralement des métabolites secondaires que les plantes produisent pour se défendre contre les bactéries, les champignons, les insectes et les prédateurs.  Les toxines les plus courantes rencontrées dans les plantes alimentaires comprennent notamment les lectines des haricots, les glycoalcaloïdes des pommes de terre et les glycosides cyanogènes qui sont le groupe de phytotoxines le plus important et qui sont présents entre autres dans le manioc, les graines d'abricot amères, les pousses de bambou et les graines de lin. D'autres toxines relativement communes sont les oxalates, les phytates, les tanins et les inhibiteurs de protéase,.
Dans le cas des haricots, des pommes de terre ou des pois chiches, la cuisson suffit à éliminer la toxicité. Certaines plantes ou fruits comestibles cuits ou à maturité peuvent être toxiques crus ou non mûrs, comme la tomate verte qui contient dix fois plus de solanine qu'une tomate à moitié mûre, le fruit mûr n'en contenant plus que des traces.

## Autres utilisations
Outre leur intérêt en alimentation humaine, les plantes alimentaires peuvent avoir d'autres utilisations dans diverses régions du monde, par exemple comme plantes médicinales, plantes industrielles pour la production de matériaux, comme utilisation environnementale, comme sources de gènes (cas des espèces sauvages apparentées à des plantes cultivées qui peuvent posséder des caractéristiques utiles pour les programmes de sélection, notamment des caractères de résistance), et en alimentation animale. L'utilisation la plus fréquente, qui concerne 70 % des espèces, est l'utilisation médicale ou médicinale. En outre le lien entre alimentation et médecine est bien documenté depuis longtemps, et déjà démontré pour les régimes riches en plantes, comme le régime méditerranéen traditionnel.).
Certaines plantes peuvent avoir un intérêt environnemental, notamment en phytoremédiation. Ainsi le tournesol (Helianthus annuus), excellent hyperaccumulateur, peut servir à extraire certains métaux lourds des sols.

## Plantes alimentaires génétiquement modifiées
Le premier exemple historique de plante alimentaire génétiquement modifiée et commercialisée est celui de la tomate 'Flavr Savr'. Cette variété, modifiée pour allonger sa durée de vie, a été mise sur le marché en 1994 en Californie, puis au Royaume-Uni. Elle a connu un succès commercial éphémère, avant d'être retirée du marché en 1999 pour des raisons commerciales liées à la pression de l'opinion publique, à l'époque de l'affaire Pusztai.
Par la suite, d'autres variétés OGM alimentaires sont arrivées sur le marché, principalement aux États-Unis. Ces variétés sont relativement peu nombreuses, mais représentent parfois la très forte majorité des cultures concernées. Ces plantes cultivées sont notamment le maïs, le soja, le cotonnier, la pomme de terre, le papayer, la courge, le colza (canola), la luzerne, le pommier, la betterave sucrière. La plupart de ces variétés OGM présentent un intérêt économique pour les agriculteurs du fait de leur résistance à des maladies ou ravageurs, ou à des herbicides. Toutefois quelques-unes ont un intérêt plus direct pour le consommateur, par exemple la pomme 'Arctic', en vente aux États-Unis depuis 2017, qui a la propriété de ne pas brunir après avoir été coupée, ou le riz doré, destiné à pallier les carences en vitamine A.
Outre les États-Unis, les principaux pays cultivant des plantes alimentaires OGM sont le Brésil, l'Argentine, le Canada et l'Inde.
Quelques espèces peuvent être qualifiées d'OGM naturels. C'est le cas de la patate douce. Toutes les variétés d' Ipomea batatas cultivées et consommées aujourd'hui dans le monde proviennent d'un transfert "naturel" d'ADN par Agrobacterium il y a plusieurs millénaires en Amérique du Sud, et probablement sélectionnées par l'agriculture vivrière traditionnelle.